# Höhle III von Badami

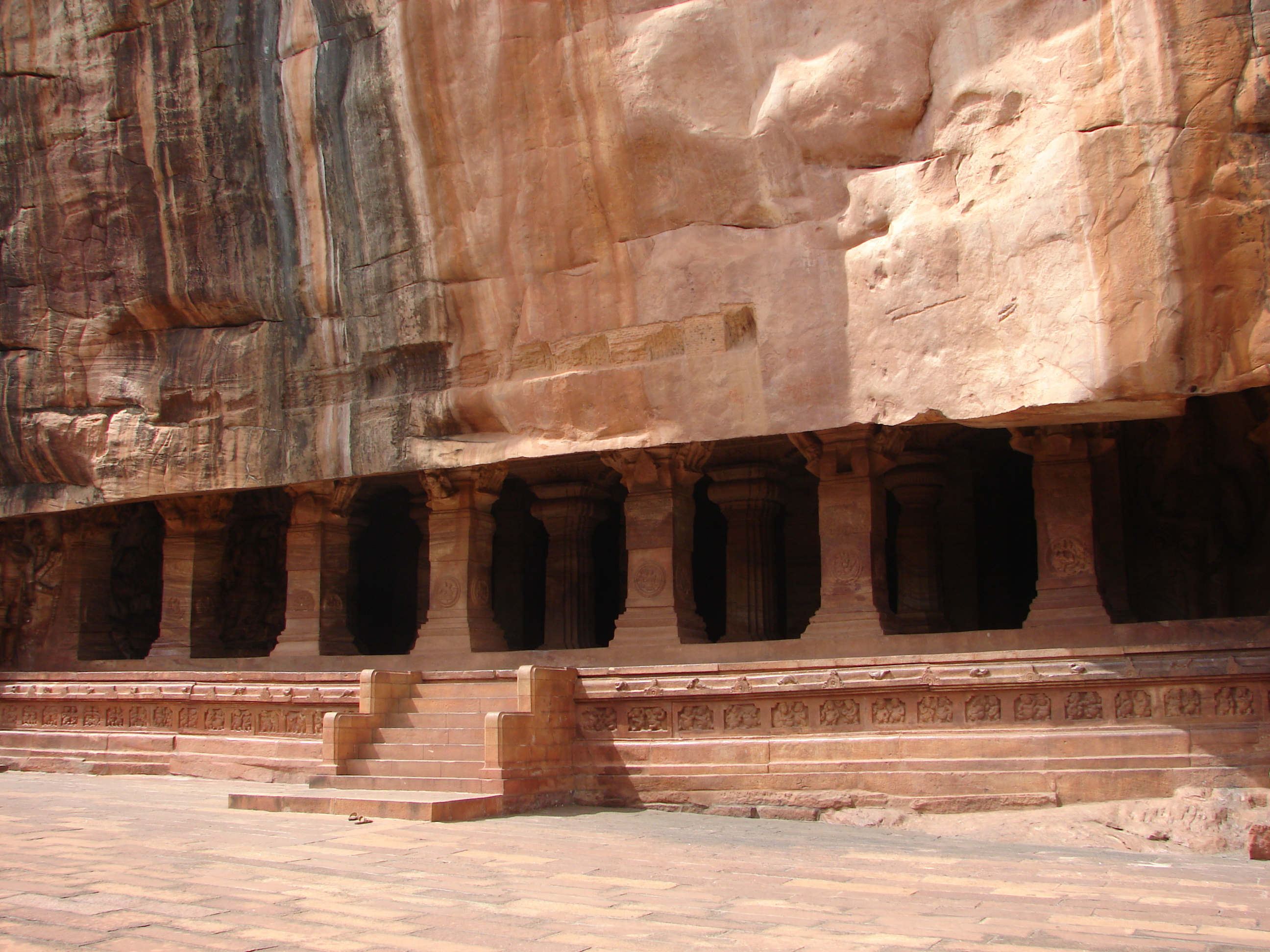
Die Höhle III von Badami

Die Höhle Badami III ist einer von vier aus rötlichem Sandstein gehauenen hinduistischen Höhlentempeln der frühen westlichen Chalukya in der Stadt Badami im indischen Bundesstaat Karnataka. Sie wurde, wie aus der Inschrift an einem Pilaster am östlichen Ende der Veranda vom Chalukya-König Mangalesha hervorgeht, 580 erbaut und unter ihm fertiggestellt und ist Gott Vishnu geweiht.
Höhle III ist die größte der vier Höhlen. Sie ist nach Norden ausgerichtet und symmetrisch entlang einer Nord-Süd-Achse aufgebaut. Vor der Höhle befindet sich ein Hof. Die Höhle unterteilt sich in die drei folgenden Bereiche: Die Veranda (mukha mandapa), die Haupthalle (maha mandapa) und einen weiteren kleineren Raum, die Cella (garbhagrha). An der Außenseite der Veranda findet man im oberen Bereich, neben der Treppe zur Höhle, Friese. Auf der Veranda selbst befinden sich an den östlichen und westlichen Höhlenwänden sechs Reliefs. An der Decke der Veranda sind sieben Paneele mit Götterabbildungen zu sehen. In der Haupthalle befinden sich nur an der Decke Medaillons mit Götterdarstellungen. Über dem Eingang zur Cella ist eine Girlande von fünf Pavillonschreinen mit Kuppeldächern erkennbar. An den Pilastern der Pavillons sind Götter und Halbgötter abgebildet.

## Architektur

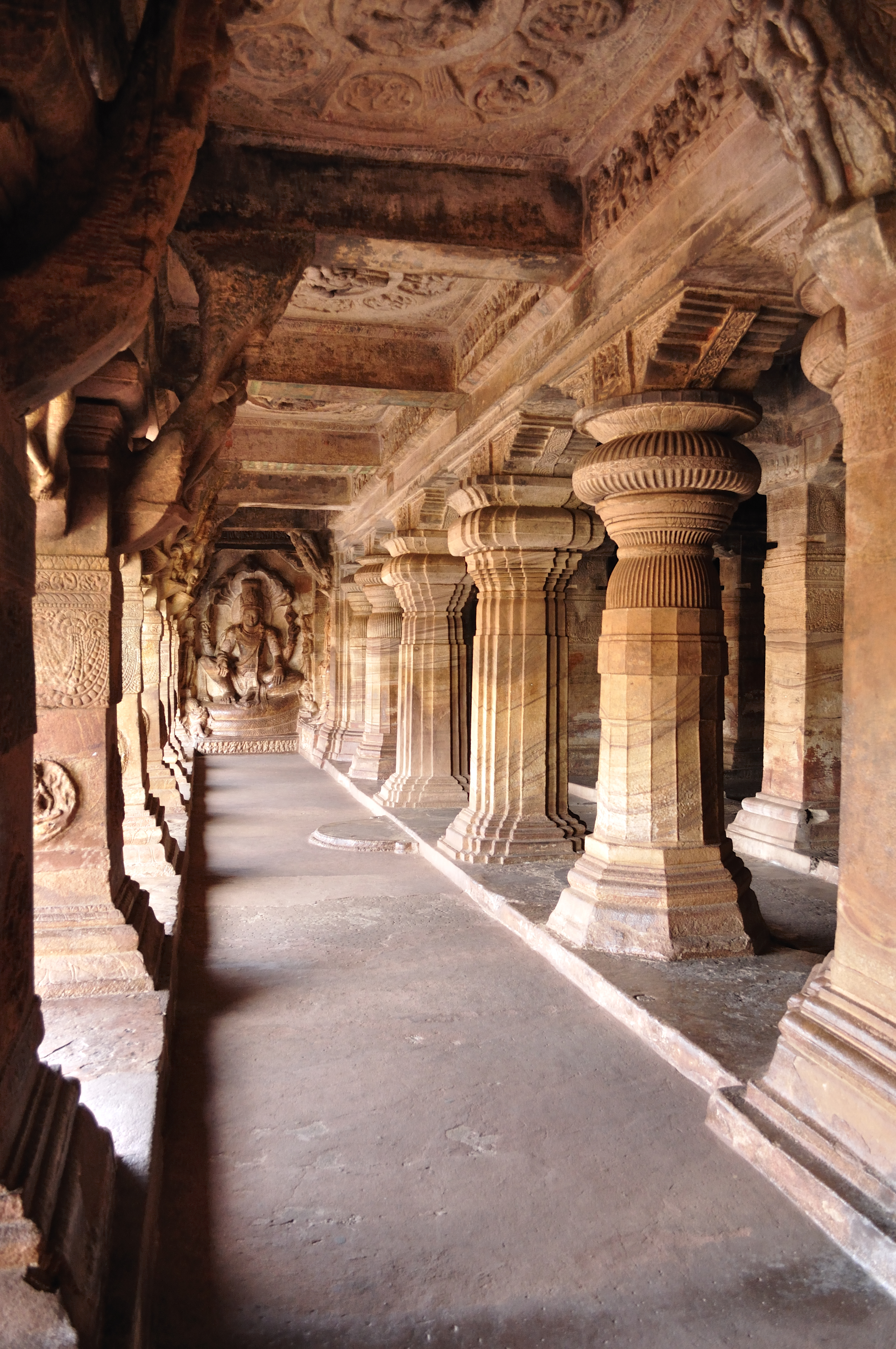
Höhle 3 – Felsenarchitektur

Die Breite der Höhle beträgt ca. 21 m, wobei sie sich ab der Haupthalle etwas verjüngt, und in der Länge 14,5 m, gemessen von den Säulen der Veranda bis zu der Rückwand der Haupthalle (Die Veranda macht in der Länge ungefähr ¼ aus). Die Cella reicht knappe vier Meter tiefer hinein und ist auch ebenso breit. Die Haupthalle ist viereinhalb Meter hoch. Das Bodenniveau der Höhle ist zwei Meter über dem Grund des Hofs der Höhle.
Am Eingang der Höhle befindet sich in der Mitte der Veranda eine Treppe, die zu ebendieser führt. Nach ca. einem Meter trifft man auf die Säulenreihe der Veranda. Diese wird aus sechs freistehenden, quadratischen Säulen und zwei Pilastern mit verzierten Basen und Kissenkapitellen gebildet. Eine zweite Säulenreihe markiert die Schwelle zu der Haupthalle und sie wird aus zwei sechzehneckigen Säulen mit achteckiger Basis und zwei Pilastern der gleichen Art sowie aus zwei rechteckigen Säulen in der Mitte der Reihe gebildet. Jede Seite der letztgenannten Säulen zeigt eine säulenhohe, zweifache, nach innen gerichtete, rechtwinklige Abstufung. Alle Säulen und Pilaster weisen eine hohe Basis und Kissenkapitelle auf. Die Pilaster der zweiten Säulenreihe befinden sich an zwei in den Raum ragenden, kleinen Seitenwänden.
Die Haupthalle ist sehr großzügig gestaltet. Acht Säulen verlaufen um eine säulenfreie Fläche, welche sich vor der Cella befindet, und bilden einen zur Cella geöffneten rechteckigen Grundriss. An den kurzen Seiten, rechts und links, befinden sich jeweils drei weitere Säulen, die eine parallele Säulenreihe bilden. Außerdem sind zwölf Pilaster, ausgerichtet auf die Säulenreihen, in der Haupthalle zu sehen. Die verschieden kannelierten Säulen des Hauptraumes sind nicht so reich geschmückt wie die der Veranda.
Von der Haupthalle führt nach Norden hin eine weitere Treppe mit einem Mondstein und vier Stufen zu der Cella. Die schwungvollen Treppenwangen entspringen Tiermäulern. In der Cella befindet sich in der Mitte des Raumes ein Sockel für eine nicht mehr erhaltene Kultfigur.

## Die Haupthalle
Einige Malereien befinden sich an der Decke über der säulenfreien Fläche. Sie ist in neun Teile eingeteilt, die jeweils ein Rondell enthalten. Im Zentrum wird ein vierarmiger Brahma auf seinem Schwan (hansa) gezeigt, der von zwei kleineren Figuren flankiert wird. Um ihn sind vier Gandharva-Paare und vier von den acht Göttern der Himmelsrichtungen, Dikpalas, zu finden. Die im Norden abgebildete Figur ist Kartikeya, eine wichtige Gottheit der Chalukyas. Die anderen Deckenteile zeigen Götter und Dikpalas auf ihren jeweiligen Reittieren. Direkt unter dem Brahma-Rondell befindet sich ein Lotusmedaillon auf dem Fußboden, welches als Plattform für Opfergaben diente.

## Die Veranda
Am Eingang der Höhle, rechts und links von der Treppe, die zu der Höhle führt, ist ein Fries zu erkennen, der in mehr als 30 Abschnitte unterteilt ist und kleine, dickbäuchige, himmlische Wesen, Gana-Paare, zeigt. Teilweise sind auch Tiere abgebildet. Solche Friese sind charakteristisch für die Chalukya-Kunst.
An den Kapitellen der Säulenreihe der Veranda befinden sich fein herausgearbeitete Figuren, die als Streben dienen. Eine Darstellung von einem vierarmigen Ardhanari, halb Shiva halb Parvati, befindet sich an der zweiten Säule von links. Auch weitere Darstellungen von Shiva und Parvati, sowie Kama mit Rati und ein Naga-Nagini-Paar, befinden sich an den Säulen. Unterhalb der Kapitelle sind die quadratischen Säulen mit breiten, fein gearbeiteten Girlanden auf jeder Seite geschmückt. Alle Säulen weisen am unteren Teil der Schäfte Medaillons mit Paaren oder einzelnen weiblichen Figuren auf. Am Dachsturz der Höhle befinden sich auf der Innenseite 16 narrative Reliefs, die unter anderem Szenen aus dem Krishna-Charitra zeigen. Auch andere Darstellungen von Vishnu, Shiva und Brahma, sowie direkt über dem mittleren Eingang Garuda, sind hier abgebildet.

### Die Figurenreliefs
Die Reliefs auf der Veranda bilden folgende Vishnu-Formen ab: ein stehender Vishnu, Vishnu mit der Schlange Ananta-Shesha, Varaha, Trivikrama, Narasimha und Harihara. Der stehende Vishnu und Trivikrama befinden sich vor der ersten Säulenreihe. Varaha und Harihara sind in die zwei kleinen Seitenwände neben der zweiten Säulenreihe gehauen. Vishnu mit der Schlange Shesha und Narasimha sind neben den letztgenannten an den Höhlenwänden zu finden. Alle sind vier Meter hoch und zwischen 1,80 m und 2,40 m breit, bis auf die Trivikrama-Darstellung, die 3,30 m breit ist. Neben bzw. unter den Darstellungen von Vishnu, Vishnu und Shesha, Varaha und Narasimha befinden sich Gana-Friese.
Ein besonderes Merkmal der frühen westlichen Chalukya-Kunst ist die Brahmanenschnur, die am Körper und über den rechten Arm aller Figuren verläuft. Alle Figuren sind außerdem reich geschmückt.
Im Westen:
Der stehende, achtarmige Vishnu hält auf der rechten Seite als Attribute den Diskus, einen Pfeil, eine Keule und ein Schwert. Auf der linken Seite hält er das Schneckenhorn, ein Schild, einen Bogen und die vierte Hand hat er auf seine Hüfte gelegt. Über seiner Krone befindet sich ein vierarmiger Narasimha mit Schneckenhorn und Diskus.

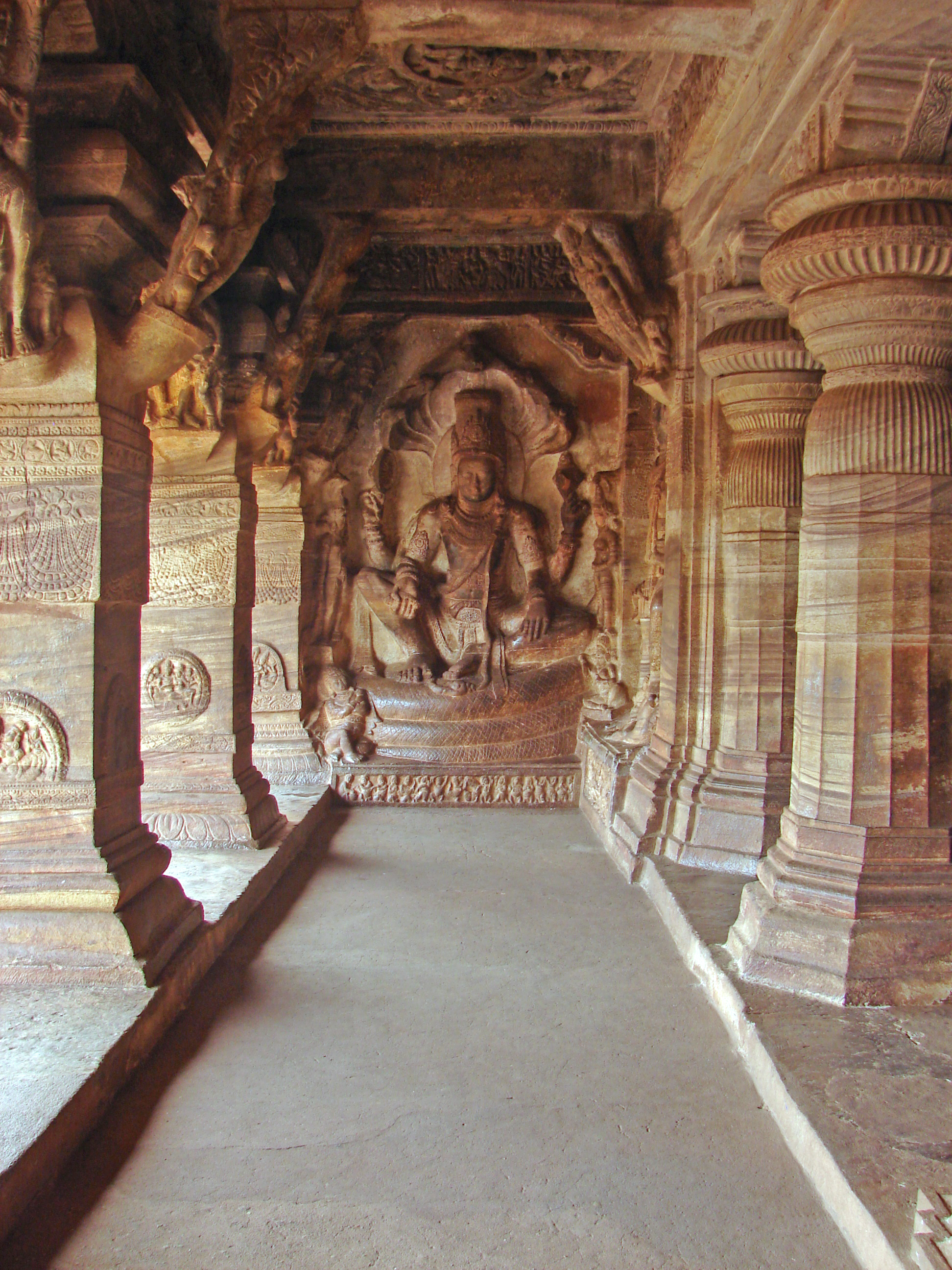
Vishnu auf der Schlange Shesha sitzend

Es folgt nach der ersten Säulenreihe Vishnu mit der Schlange Shesha, die den Sockel für die vierarmige Gottheit bildet. Diese hält rechts das Schneckenhorn und links den Diskus. Die anderen Hände ruhen auf den Beinen von Vishnu. Er trägt eine Krone und über ihm befinden sich die fünf Köpfe der Shesha. Drei weitere weibliche Figuren und ein Garuda sind links und rechts neben Vishnu zu sehen.
In der gleichen Ecke befindet sich ein vierarmiger Varaha. Er hat seinen linken Fuß auf eine Schlange (Naga) mit einem Menschenkopf gestellt. Eine weitere Schlange mit Menschenkopf befindet sich zwischen Varahas Beinen. Unter der Schlange ist ein Zwerg zu erkennen. Die Erdgöttin steht auf einem Lotus in Varahas linker Hand. Er hält zudem mit seinen oberen Händen rechts das Schneckenhorn und links den Diskus. Seine rechte untere Hand liegt auf seiner Hüfte auf. Eine weibliche Figur begleitet Varaha. Über der Gottheit fliegen zwei Gandharva-Paare.
Im Osten:
Die Darstellung des achtarmigen Trivikrama stellt die Geschichte dieser Gottheit in zwei Teilen dar. Der gekrönte König Bali, hinter ihm Sukracharya, der die Venus verkörpert, und eine weibliche Figur, wahrscheinlich Balis Frau, stehen vor einer nicht mehr erhaltenen Zwergenfigur, Vamana, von dem nur noch der Schirm erkennbar ist. Sie stehen alle rechts von Trivikrama. Trivikrama selbst bildet den zweiten Teil des Bildes. Er hält den Diskus, ein Schwert, eine Keule und einen Pfeil auf der rechten und das Schneckenhorn, einen Bogen und ein Schild auf der linken Seite. Der vierte linke Arm und der linke Fuß von Trivikrama zeigen auf Rahu. Eine männliche Figur hält die Gottheit an seinem linken Bein fest. Garuda ist rechts neben Trivikrama zu sehen. Über der Gottheit befinden sich zwei Zwergenpaare.
Die Löweninkarnation von Vishnu, Narasimha, ist vierarmig. Er hat eine heute stark beschädigte Keule, auf die er sich mit einem seiner linken Arme stützt. Die Gottheit hält einen Lotus in einer ihrer unteren Hände. Eine weibliche Figur sitzt auf ihren Fingern. Eine weitere weibliche Nebenfigur steht auf der rechten Seite auf einem Podest. Garuda befindet sich rechts von Narasimha in Menschenform. Eine andere männliche Figur steht neben der Keule. Über der Gottheit sind fliegende Zwerge und ein Lotus zu sehen.
Der bekrönte Harihara hält in seiner linken Hand das Schneckenhorn, ein Attribut Vishnus (Hari), und rechts eine Axt, die als Attribut von Shiva (Hara) gilt. Die Figur trägt eine Krone. Auf der Vishnu-Seite hat die Krone ein Muster, auf der anderen Seite sind eine Haarsträhne, eine Mondsichel und ein Totenkopf erkennbar. Auf der Shiva-Seite befinden sich vier Schlangen. In der zweiten Hand hält Shiva eine Frucht. Im Gegensatz dazu ruht die zweite Hand von Vishnu auf seinem Oberschenkel.

### Paneele an der Decke der Veranda
An der Decke der Veranda befinden sich sieben Paneele, die Götter mit acht oder vier Dikpalas zeigen. Alle Paneele weisen in den Ecken Fabel- oder Menschenwesen auf, die in florale Motive übergehen.
Im Zentrum befindet sich ein vierarmiger Vishnu. Er hält links das Schneckenhorn und rechts den Diskus. Um Vishnu sind acht Ovale angelegt, die die Dikpalas präsentieren. Um diese herum befinden sich vier Gana-Paare. Vishnu wird rechts von Brahma und links von Shiva begleitet. Brahma ist mit vier Armen und drei Köpfen auf seinem Schwan sitzend dargestellt. In den Kreisen und Ovalen um ihn herum sind Paare und Dikpalas auf ihren Reittieren sitzend zu sehen. Ein vierarmiger Shiva sitzt auf einem Bullen und Parvati steht hinter ihm. Vier Ovale um sie herum zeigen jeweils zwei männliche Figuren. Einer von ihnen ist Ganesha. Neben Shiva sitzt Indra in einem neuen Paneel, von einem Schirmträger begleitet, auf seinem Elefanten Airavata. In den acht kleineren Ovalen um ihn herum sind weibliche Figuren abgebildet. Varuna auf einem Makara ist neben der Brahma-Darstellung zu sehen. Elf kleinere Figuren, die ungleichmäßig, teilweise in Kreisen dargestellt sind, umgeben Varuna. Am östlichen Ende der Veranda befindet sich ein Paneel, mit einer nicht identifizierten männlichen Figur, welche eine Keule in der linken Hand hält und auf einem Fabelwesen mit zwei Köpfen sitzt. Die Figuren in den länglichen Rechtecken, die um das Zentrum angelegt sind, gehen in florale Motive über. Im Westen ist ein nicht fertiggestelltes, blankes Paneel zu sehen.